# Fernando Gabriel Sosa
Fernando Gabriel Sosa (* 30 d’agost de 1974 a Còrdova, Argentina) és un dibuixant de còmics, il·lustrador, guionista i gestor cultural argentí. És actiu en l'escena independent del còmic a l'Argentina i cofundador de l’«Asociación de Historietistas Independientes» (AHI).

## Carrera
Sosa va estudiar inicialment del 1991 al 1992 disseny gràfic a l’Institut Superior Mariano Moreno de Còrdova. Més tard, entre 1995 i 1997, va continuar els seus estudis a l’Escola de Belles Arts Figueroa Alcorta i va aprofundir els seus coneixements en animació 2D i edició digital al Center of Computer Sciences, abans de completar del 1999 al 2003 la seva formació a l’Escola de Cinema i Televisió de la Universitat Nacional de Còrdova.
Havent publicat ja el 1992 les seves primeres històries de còmic a la revista «La Cañada», a partir de 1999 fou editor de la revista underground El Mostro Comics. Sosa és cofundador de l’«Asociación de Historietistas Independientes» (AHI), una organització per al foment d’autors de còmic independents a l’Argentina. Actualment treballa com a dibuixant i coeditor de revistes, entre d’altres per al diari polític Diario Alfil. També ha publicat il·lustracions en altres diaris d’abast nacional, com caricatures i dibuixos per al suplement infantil de la revista gratuïta El Diario de Bolsillo, per a la revista pedagògica infantil Listos Para Jugar, per a les reedicions del clàssic còmic Patoruzú de Dante Quinterno, així com per a Néstor, Momentos de un Argentino, d’Emiliano Mastrolia, sobre la vida de l’expresident Néstor Kirchner. Amb les seves obres, Sosa ha participat en nombroses exposicions nacionals i internacionals.
L’any 2014, Sosa fou admès a la National Cartoonists Society. A més, exerceix com a gestor cultural assessorant i coordinant per a l’ajuntament de Còrdova, així com secretari cultural de la fira del llibre Comicazo, on caricaturistes i dibuixants presenten les seves obres més recents.

## Treball internacional
Sosa ha participat en diversos projectes culturals a Llatinoamèrica i Europa, i col·labora amb estudis i petites editorials dels Països Baixos, Alemanya i Brasil. Les seves obres han estat presentades en nombroses exposicions i publicades en revistes especialitzades. També va ser representant del seu país els anys 2013 i 2015 al concurs internacional de caricatures de Romania.

## Com a cineasta
En paral·lel a la seva activitat gràfica, ha creat diversos films d’animació, entre ells el curtmetratge 47 el muerto, un film de terror de l’any 2000 que reflecteix les atrocitats de la dictadura militar argentina (1976-1983) des de la lent del terror psicològic i tècniques narratives simbòliques. També Aerolito, finalista el 2010 al «Short of Genius Festival» dins del Festival de Cinema de Mar del Plata, així com més recentment el videoclip Messi Ace of Football de 2022 sobre el futbolista Lionel Messi. A més, va ser un dels principals impulsors d’una llei de foment del cinema d’animació nacional, presentada entre d’altres per la diputada i activista pels drets humans Victoria Donda, del partit Movimiento Libres del Sur.